# Бхаттачарья, Джай
Джай Бхаттачарья (англ. Jay Bhattacharya; род. 1968 год, Калькутта, Индия) — американский врач и экономист, профессор медицины, экономики и политики исследований в области здравоохранения в Стэнфордском университете. Директор Стэнфордского центра демографии и экономики здравоохранения и старения. Его исследования сосредоточены на экономике здравоохранения. В ноябре 2024 года избранный президент Дональд Трамп назначил Бхаттачарью руководителем Национальных институтов здравоохранения.

## Биография

### Ранняя жизнь и образование
Бхаттачарья родился в 1968 году в Калькутте, Индия. Он является натурализованным гражданином Америки. Он окончил Стэнфорд в 1990 году, получив степень бакалавра искусств и магистра искусств, а также членство в Phi Beta Kappa. Он остался в Стэнфорде, чтобы получить докторскую степень по экономике и поступить в Медицинскую школу Стэнфордского университета, получив степень доктора медицины в 1997 году и степень доктора философии в 2000 году.

### Карьера
С 1998 по 2001 год он был экономистом в корпорации RAND и приглашенным доцентом на кафедре экономики Калифорнийского университета в Лос-Анджелесе. С 2006 по 2008 год он был научным сотрудником в Институте Гувера.
Бхаттачарья — профессор медицины в Стэнфордском университете, профессор экономики в Стэнфорде, профессор кафедры исследований и политики в области здравоохранения Стэнфорда, старший научный сотрудник Стэнфордского института исследований экономической политики, директор Стэнфордского центра демографии и экономики здравоохранения и старения, старший научный сотрудник Института международных исследований Фримена Спогли, научный сотрудник Acumen LLC и научный сотрудник Национального бюро экономических исследований.
Бхаттачарья исследует здоровье и благополучие населения, уделяя особое внимание роли государственных программ, биомедицинских инноваций и экономики.
Бхаттачарья выступил против карантинов и масочного режима, введенных в 2021 году в ответ на пандемию COVID-19. Вместе с Мартином Куллдорфом и Сунетрой Гуптой он был соавтором в 2020 году Великой декларации Баррингтона, в которой предлагалось снять ограничения на COVID-19 для групп с низким риском для развития коллективного иммунитета путем широкого распространения инфекции, одновременно продвигая идею о том, что уязвимые люди могут быть одновременно защищены от вируса.
26 ноября 2024 года Трамп назначил Бхаттачарью на должность директора Национальных институтов здравоохранения.

## Избранные публикации
- Bendavid, Eran; Oh, Christopher; Bhattacharya, Jay; Ioannidis, John P.A. (April 2021). Assessing Mandatory Stay-at-Home and Business Closure Effects on the Spread of COVID-19. European Journal of Clinical Investigation. 51 (4): e13484. doi:10.1111/eci.13484. ISSN 0014-2972. PMC 7883103. PMID 33400268.
- Alsan, Marcella; Atella, Vincenzo; Bhattacharya, Jay; et al. (February 2019). Technological Progress and Health Convergence: The Case of Penicillin in Post-War Italy. Working Paper. Working Paper Series (25541). National Bureau of Economic Research. doi:10.3386/w25541. S2CID 4903383. Дата обращения: 2021-06-13.
- Goldhaber-Fiebert, Jeremy D.; Studdert, David M.; Farid, Monica S.; Bhattacharya, Jay (2015). Will Divestment From Employment-Based Health Insurance Save Employers Money? The Case of State and Local Governments. Journal of Empirical Legal Studies. 12 (3): 343–394. doi:10.1111/jels.12076. S2CID 154837009. Дата обращения: 2021-06-13.
- Bhattacharya, Jay; Gathmann, Christina; Miller, Grant (2013). The Gorbachev Anti-Alcohol Campaign and Russia's Mortality Crisis. American Economic Journal: Applied Economics. 5 (2): 232–260. doi:10.1257/app.5.2.232. PMC 3818525. PMID 24224067.
- Yoo, Byung-Kwang; Kasajima, Megumi; Bhattacharya, Jay (February 2010). Public Avoidance and the Epidemiology of novel H1N1 Influenza A. Working Paper. Working Paper Series (15752). National Bureau of Economic Research. doi:10.3386/w15752. S2CID 128860977. Дата обращения: 2021-06-13.
- Bhattacharya, Jay; Bundorf, Kate; Pace, Noemi; Sood, Neeraj (April 2009). Does Health Insurance Make You Fat? (PDF). Working Paper. Working Paper Series (15163). National Bureau of Economic Research. doi:10.3386/w15163.
- Bhattacharya, Jay; Choudhry, Kavita; Lakdawalla, Darius (January 2008). Chronic disease and severe disability among working-age populations. Medical Care. 46 (1): 92–100. doi:10.1097/MLR.0b013e3181484335. PMID 18162861. S2CID 45230256. Дата обращения: 2021-06-13.
- Bhattacharya, Jay; Bundorf, M. Kate (May 2009). The Incidence of the Healthcare Costs of Obesity. Journal of Health Economics. 28 (3): 649–658. doi:10.1016/j.jhealeco.2009.02.009. PMC 4224588. PMID 19433210.